# Phil Hill (Musiker)
Phil Hill (* 1921) war ein US-amerikanischer Jazzpianist.
Phil Hill war in der Jazzszene Detroits aktiv; 1948 wurde er Leiter der Hausband des Clubs Blue Bird Inn; 1951 verlor er diesen Posten. 1948 entstanden unter eigenem Namen dort erste Privataufnahmen mit dem Bassisten James „Beans“ Richardson und dem Schlagzeuger Art Mardigan, ein Medley aus „Body and Soul“ und „Lover Man“, sowie „Idaho“. Im Juli 1949 nahm Hill mit dem im Blue Bird Inn gastierenden Wardell Gray die Titel „Lester Leaps In“ und „What Is This Thing Called Love?“ auf; am 1. Oktober 1949 hatte er mit seinem Trio (und Tate Houston) Gelegenheit, Charlie Parker bei dessen Gastspiel in dem Detroiter Club zu begleiten (Now’s the Time). Am 25. April 1950 war er noch an einer Aufnahmesession Wardell Grays für Prestige Records in Detroit beteiligt, bei der die Titel „A Sinner Kissed an Angel“, „Treadin' with Treadwell“, „Blue Gray“ und „Grayhound“ entstanden.